# Gérard Biguet
Gérard Biguet est un arbitre international français de football né le 16 juin 1946 à Jarny.

## Biographie
Ancien cadre bancaire originaire de la ville de Jarny en Meurthe-et-Moselle, Gérard Biguet a été arbitre de district en 1967, de la Ligue de Lorraine en 1970, interrégional en 1974, fédéral en 1980 et international de 1982 jusqu'en 1992. Gérard Biguet a arbitré de nombreux matchs internationaux, avec en point d'orgue la finale des Jeux Olympiques de 1988 à Séoul (Brésil-URSS). Il a également arbitré la finale des moins de 20 en 1983 au Mexique, entre le Brésil et l'Argentine. Il a aussi officié lors d'un match du Championnat d'Europe des Nations 1992 organisé en Suède, le match CEI-Allemagne.
Gérard Biguet s'est également vu attribuer l'arbitrage de deux finales de Coupe de France, celles de 1985 et de 1990.
Il occupe aujourd'hui des responsabilités au sein de la Fédération française de football et de la Direction nationale de l'arbitrage, et en particulier désigne les arbitres en Championnat National des 18 ans et en Coupe Gambardella.